# Tau Cross
Tau Cross ist ein Bandprojekt des Amebix-Gründers Rob „The Baron“ Miller. Zur Erstbesetzung gehörten neben Voivod-Schlagzeuger Michel „Away“ Langevin die E-Gitarristen Jon Misery (Misery) und Andy Lefton (War//Plague). Das Projekt wurde 2013 ins Leben gerufen, 2014 fanden die Aufnahmen zum Debütalbum Tau Cross statt. Dieses wurde im Mai 2015 von Relapse Records veröffentlicht. Tau Cross wurde wegen der prominenten Mitglieder oft als Supergroup bezeichnet.

## Bandgeschichte
Als feststand, dass es zum 2011er Amebix-Album Sonic Mass keine Tournee geben wird, begann Miller mit der Arbeit an neuen Stücken. Nachdem die Besetzung von Amebix auseinandergebrochen war, beschloss er, das Material anderweitig zu veröffentlichen. Zunächst nahm er Kontakt zu den Gitarristen Jon Misery und Andy Lefton auf, die ihre Mitwirkung an dem Projekt zusagten. Michel Langevin und Miller hielten seit 2012 losen Kontakt per E-Mail, in dessen Verlauf Langevin erklärt hatte, als Schlagzeuger zur Verfügung zu stehen, wenn er gebraucht werde. In dieser Besetzung fand sich das Projekt 2013 zusammen. Aufgrund der Wohnorte der Beteiligten wurden die Demoaufnahmen an verschiedenen Orten vorgenommen. Auf Basis der von Miller erstellten Rohfassungen nahm Langevin in Montreal die Schlagzeugspuren auf, daraufhin fügte Miller auf seiner Heimatinsel Skye die Bass-Spuren hinzu und am Ende spielten die beiden Gitarristen in Minneapolis ihre Teile ein. Während des Aufnahmeprozesses hielten die Musiker Kontakt über Skype, der Austausch der Audiodateien erfolgte über Dropbox und der Endmix wurde im Audiosiege in Portland (Oregon) vorgenommen. Mit dem Ergebnis bewarb sich Miller bei verschiedenen Plattenlabels, erhielt aber zunächst nur Absagen. Auf Initiative von Brad Boatright, Inhaber des Audiosiege, gelangte das Demo zu Relapse Records. Miller ließ die Aufnahmen auf eigene Kosten finalisieren, sodass Relapse schließlich das fertige Album erhielt und sich lediglich um Artwork, Veröffentlichung und Promotion kümmern musste. Bei Relapse Records erschien 2015 das selbstbetitelte Debütalbum der Band.
Im März und April 2016 bestritt die Band eine Tournee durch die USA, am 16. April 2016 trat die Band beim Roadburn Festival in den Niederlanden auf und im Juli 2017 veröffentlichte Relapse Records das zweite Album Pillar of Fire.
2019 sollte das dritte Studioalbum Messengers of Deception erscheinen. Im Vorfeld einer Album-Kritik stellte das Ox-Fanzine fest, dass in der Danksagung zum Album dem bekannten Holocaust-Leugner Gerard Menuhin für „die Inspiration zur Platte“ gedankt wurde. Der Kritiker konfrontierte Relapse Records damit, woraufhin das Label den Plattenvertrag kündigte, den Vertrieb des Albums sofort einstellte und der Band die Masterbänder und den gesamten Backkatalog zurückgab. Die übrigen Bandmitglieder verließen Tau Cross daraufhin. Rob Miller nahm im Laufe des Jahres 2020 das Album mit anderen Musikern vollständig neu auf, ergänzt um einen weiteren Song, und es erschien im Dezember 2020 bei Millers Label Heretical Music. Die von Relapse Records produzierte Albumversion gelangte zwar nicht offiziell in den Handel, trotzdem existieren einige wenige Exemplare.

## Musik und Texte
Rob Miller bezeichnet die Musik der Band als „nicht kategorisierbar“. Als musikalische Einflüsse werden Killing Joke, Bauhaus und Joy Division ebenso genannt wie Motörhead oder New Model Army. In den Texten geht es um okkulte Themen, die im 16. und 17. Jahrhundert angesiedelt sind.

## Diskografie
- 2015: Tau Cross (Relapse Records)
- 2017: Pillar of Fire
- 2020: Messengers of Deception

## Belege
1. ↑  Jonathan Jancsary: TAU CROSS: Supergroup bei Relapse. In: Legacy. 11. Februar 2015, archiviert vom Original (nicht mehr online verfügbar) am 3. November 2016; abgerufen am 30. Oktober 2015.
2. 1 2 3  Jan Jaedike: Tau Cross: Reif für die Insel. In: Rock Hard. Nr. 338, Juli 2015, S. 52 (Vorschau).
3. 1 2 3 4 5  Kez Whelan: Tau Cross: Band Of The Day. In: Terrorizer. 2. Oktober 2015, abgerufen am 30. Oktober 2015 (englisch).
4. ↑  Joachim Hiller: TAU CROSS - Messengers Of Deception. In: Ox-Fanzine #145 (August/September 2019). Abgerufen am 11. August 2021.
5. ↑  Metal Hammer Deutschland: Label trennt sich von Tau Cross aufgrund einer Danksagung im Album-Booklet. Abgerufen am 11. Oktober 2019.
6. ↑  Alexandra Michels: TAU CROSS - Statements zur plötzlichen Kündigung des Plattenvertrages veröffentlicht. In: Rock Hard. 4. Juli 2019, abgerufen am 11. August 2021.
7. ↑  John Gentile: Tau Cross - Messengers of Deception. In: punknews.org. 6. April 2021, abgerufen am 11. August 2021 (englisch).
8. ↑  Boris Kaiser: Review zu Tau Cross. In: Rock Hard Nr. 337. Abgerufen am 30. Oktober 2015.
9. ↑  Toby Schaper: Tau Cross - Tau Cross. In: Visions Nr. 267. Abgerufen am 30. Oktober 2015.